# Lys-Haut-Layon
Lys-Haut-Layon é uma comuna francesa na região administrativa da Pays de la Loire, no departamento de Maine-et-Loire. Estende-se por uma área de 178,84 km². Em 2010 a comuna tinha 8 008 habitantes (densidade: 44,8 hab./km²).
A municipalidade foi estabelecida em 1 de janeiro de 2016 e consiste na fusão das antigas comunas de Vihiers, Les Cerqueux-sous-Passavant, La Fosse-de-Tigné, Nueil-sur-Layon, Tancoigné, Tigné e Trémont.